# La Groise
La Groise település Franciaországban, Nord megyében. Lakosainak száma 470 fő (2022. január 1.). La Groise Fesmy-le-Sart, Catillon-sur-Sambre, Le Favril, Landrecies és Ors községekkel határos.

## Népesség
A település népességének változása:
| Lakosok száma | 495  | 497  | 493  | 481  | 484  | 482  | 481  | 475  | 470  |
|               | 2013 | 2015 | 2016 | 2017 | 2018 | 2019 | 2020 | 2021 | 2022 |